# 徐建华 (1958年)
徐建华（1958年9月—），江西乐平人，中华人民共和国政治人物。长期在韶关市任职，後转职广东省发改委、东莞市，官至中共东莞市委书记。

## 生平
早年为翁源县铁龙林场知青；1978年进入华南工学院（现华南理工大学）机械工程二系铸造工艺与设备专业学习。毕业后历任韶关地区计委、韶关市计委科员；韶关市计委工交计划科副科长、外经计划科科长；韶关市计委副主任、党组成员；韶关市计委主任、党组书记。1985年7月加入中国共产党。1997年8月后，历任韶关市副市长、市委常委、市委副书记、市长、市委书记、市人大常委会主任。2010年11月，任广东省发展和改革委员会党组书记，次年3月兼任广东省发展和改革委员会主任。2011年12月，任中共东莞市委书记、市人大常委会主任。2016年4月，卸任中共东莞市委书记职务。2024年11月，他因为涉嫌严重违法违纪，被广东省纪委监委立案审查、监察调查。